# 沂州道
沂州道（ぎしゅう-どう）は汪兆銘政権華北政務委員会により設置された山東省の道。

## 沿革
1940年（民国29年）6月15日、中華民国臨時政府時代の道制整理の際に新設された。

## 行政区画
廃止直前下部の7県を管轄した。（50音順）
- 郯城県
- 沂水県
- 莒県
- 日照県
- 費県
- 蒙陰県
- 臨沂県